# Musgrave Park
Musgrave Park est un stade de rugby à XV qui se situe à Cork. Il abrite principalement les rencontres non européennes du Munster Rugby pour le rugby, le Munster joue également à Thomond Park à Limerick. Son nom vient du Musgrave Group qui a fait don du terrain.
D'une capacité de 9 251 spectateurs, il appartient à l'Irish Rugby Football Union.

## Utilisation

### Rugby
L'équipe jouant le plus souvent au Musgrave Park, est le club de Cork, le Dolphin RFC qui dispute ses matchs de All Ireland League dans ce stade. L'équipe professionnelle de la province, le Munster Rugby, y joue certains de ses matchs, bien que son stade habituel soit le Thomond Park qui se situe dans la ville de Limerick.
Le temps de travaux sur le stade du Thomond Park en 2008, le Munster jouait tous les matchs européens à Limerick et les rencontres de la Pro12 à Cork. Mais depuis, les rencontres importantes du Pro12, telles que les matchs inter-provinces irlandaises, où les dirigeants du Munster pensent avoir de nombreux spectateurs, se jouent à Thomond Park. Les matchs se disputant à Cork sont les périodes de doublant, période où les matchs des provinces se disputent en même temps que les matchs internationaux, ou encore les matchs peu importants de Pro12.

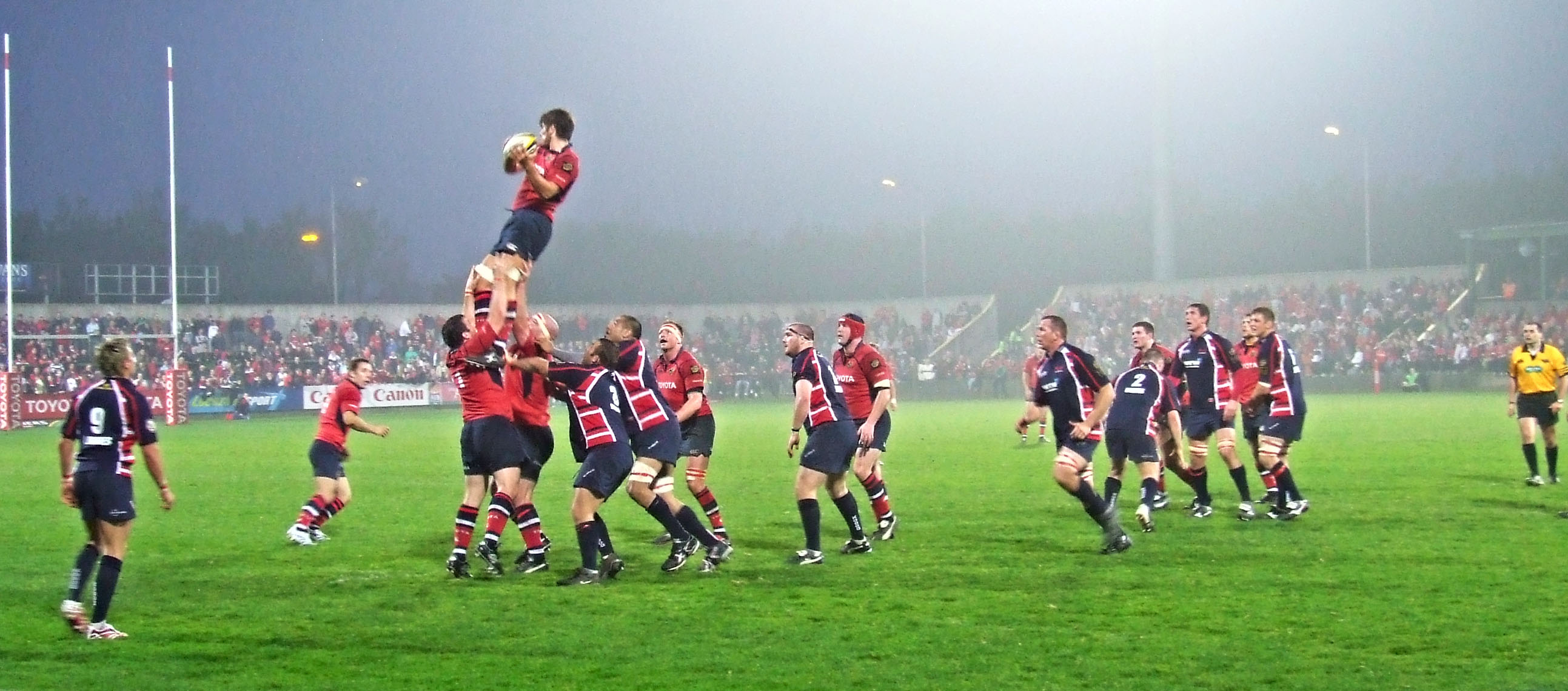
Donncha O'Callaghan (Munster Rugby) prend une touche face aux Scarlets au Musgrave Park

| Date             | Adversaire       | Compétition | Période international        |
| ---------------- | ---------------- | ----------- | ---------------------------- |
| 5 septembre 2015 | Benetton Trévise | Pro12       | Coupe du monde 2015          |
| 17 octobre 2015  | Cardiff Blues    | Pro12       | Coupe du monde 2015          |
| 14 février 2016  | Ospreys          | Pro12       | Tournoi des Six Nations 2016 |

### Football
Bien que les clubs de football de la ville de Cork possèdent leurs propre stades, certains matchs se sont disputés au Musgrave Park. Ainsi, en septembre 1991, le club local, le Cork City FC se qualifie pour la coupe de l'UEFA, à la suite d'une victoire sur le club de Dublin des Shamrock Rovers FC, déjà sur la pelouse du Musgrave Park, et reçu le mercredi suivant le club du Bayern Munich sur la même pelouse. La rencontre se solde finalement par un match nul 1 à 1.

### Concerts
Le groupe de musique Il Divo a joué un concert en juin 2014 au Musgrave Park.